# Tout Ankh-Morpork : Guide touristique exhaustif
Tout Ankh-Morpork : Guide touristique exhaustif (titre original : The Compleat Ankh-Morpork: City Guide) est un livre écrit par Terry Pratchett et publié en 2012.

## Traduction
- Tout Ankh-Morpork : Guide touristique exhaustif, L'Atalante, coll. La Dentelle du cygne, 2014  (ISBN 978-2841726875)